# پروتوتایپ (بازی)
پروتوتایپ (به انگلیسی: Prototype) یک بازی ویدئویی جهان باز در سبک اکشن-ماجراجویی است که در ژوئن ۲۰۰۹ برای مایکروسافت ویندوز و کنسول‌های ایکس‌باکس ۳۶۰ و پلی‌استیشن ۳ منتشر شد. این بازی توسط استودیوی رادیکال اینترتینمنت ساخته و توسط شرکت اکتیویژن منتشر شده است. دنباله این بازی در سال ۲۰۱۲ با نام پروتوتایپ ۲ منتشر شد.

## داستان
الکس مرسر (Alex Mercer) که توسط ۲ دانشمند در سردخانه شرکت جنتک (Gentek) درحال کالبدشکافی است ناگهان زنده می‌شود و فرار می‌کند. در هنگام فرار او شاهد مرگ آن ۲ دانشمند توسط نیروهای بلک‌واچ (Blackwatch) می‌شود. سپس نیروهای بلک‌واچ متوجه حضور الکس می‌شوند و به او شلیک می‌کنند اما گلوله‌ها بر بدن الکس هیچ تأثیری نمی‌گذارند و الکس با پرشی بلند از آنجا فرار می‌کند. الکس متوجه می‌شود که قدرت‌های فراانسانی پیدا کرده است اما چیزی از گذشته خود و دلیل اینکه چطور این اتفاق برایش افتاده است به یاد نمیاورد. در ادامه…

## بازتاب
| گردآورنده  | امتیاز                                                                       |
| ---------- | ---------------------------------------------------------------------------- |
| گیم‌رنکینگز | 80.60% (26 reviews) (PS3) 79.99% (31 reviews) (۳۶۰) 79.00% (24 reviews) (PC) |
| متاکریتیک  | 80% (24 reviews) (PS3) 78% (62 reviews) (۳۶۰) 79% (24 reviews) (PC)          |

| ناشر           | امتیاز  |
| -------------- | ------- |
| وان‌آپ.کام      | B-      |
| گیم اینفورمر   | 7.25/10 |
| گیم رولیشن     | C+      |
| گیم‌اسپات       | 8.5/10  |
| گیم‌تریلرز      | 8.6/10  |
| آی‌جی‌ان         | 7.5/10  |
| VideoGamer.com | 7/10    |